# Kyrkjebø kommun
Kyrkjebø kommun (norska: Kyrkjebø kommune) var en kommun i dåvarande Sogn og Fjordane fylke i västra Norge. Kommunen omfattade den östra delen av nuvarande Høyangers kommun. Tätorten Kyrkjebø utgjorde kommunens centralort.

## Administrativ historik
Klævolds kommun upprättades 1858 genom utbrytning ur Laviks kommun. Kommunen hade 1 645 invånare vid upprättandet.
Den 1 januari 1875 överfördes ett bebott område (med 90 invånare) från Klævolds kommun till Lavik og Brekke kommun.
1891 bytte kommunen namn från Klævold till Kyrkjebø.
Den 1 januari 1964 gick Kyrkjebø kommun, tillsammans med Laviks kommun och en del av Viks kommun, upp i den då nybildade Høyangers kommun. Kommunens hade då 4 742 invånare.